# Paul-Grüninger-Stadion
Das Paul-Grüninger-Stadion liegt im Krontalquartier der Schweizer Stadt St. Gallen und ist Heimstätte des Fussballclubs SC Brühl St. Gallen. Das Fussballstadion ist im Besitz der Stadt St. Gallen. Die Kapazität beträgt insgesamt 4'200 Zuschauer, davon 900 auf Sitzplätzen und 3'300 auf Stehplätzen. Die Spielfläche besteht aus Naturrasen.

## Geschichte
Die Sportanlage Krontal wurde am 21. Mai 1911 eingeweiht, errichtet wurde sie wahrscheinlich zum Teil auf dem Gelände der ehemaligen Velorennbahn St. Gallen. Die erste Tribüne wurde 1913 in Fronarbeit errichtet, die jedoch von einem Sturm niedergerissen wurde. 1914 wurde für 22'567.95 CHF eine stabile Holztribüne erstellt. Sie brannte am 13. Oktober 1958 nieder und wurde 1960 durch eine neue Tribüne ersetzt. Der Stadionrekord von 10'500 Zuschauern datiert vom 22. November 1970 anlässlich des NLB-Stadtderbys gegen den FC St. Gallen (0:2). In den Jahren 2005 und 2006 wurde das Stadion Krontal umfassend renoviert und am 20. Mai 2006, zu Ehren des St. Gallers Paul Grüninger, in Paul-Grüninger-Stadion umbenannt.